# Зона можливої угоди
Аналітичні інструменти в переговорах — це ключові інструменти в медіації та традиційних перемовинах, які допомагають сторонам оцінити простір пошуку спільного рішення (ZOPA, англ. Zone of Possible Agreement), оцінити свої можливості, ризики.
В медіації - структурованому процесі врегулювання спорів, у якому нейтральна третя сторона (медіатор) допомагає конфліктуючим сторонам досягти взаємоприйнятної угоди. У цьому процесі переговорні концепції BATNA, WATNA та ZOPA набувають особливого значення, стаючи потужними інструментами для медіатора та сторін конфлікту.
BATNA (англ. Best Alternative to a Negotiated Agreement) — це найкраща альтернатива домовленості, яку розглядає сторона у випадку, якщо у переговорах не буде досягнуто згоди.
WATNA (англ. Worth Alternative to a Negotiated Agreement) — це найгірша альтернатива домовленості, яку розглядає сторона у випадку, якщо у переговорах не буде досягнуто згоди.
ZOPA (англ. Zone of Possible Agreement) — це зона можливої згоди; діапазон між тим, що кожна сторона готова прийняти у перемовинах.
Важливо, що {\displaystyle ZOPA\neq BATNA\cap WATNA}.

## Історія
Концепція BATNA і WATNA була вперше представлена Роджером Фішером та Вільямом Юрі у їхній книзі «Getting to Yes: Negotiating Agreement Without Giving In», опублікованій у 1981 році. У подальших виданнях цієї книги до авторського колективу приєднався також Брус Паттон, представник Гарвардської школи права, який зробив значний внесок у розвиток гарвардської програми переговорів. Ця програма базується на стратегії Win-Win, спрямованій на пошук рішень, що задовольняють інтереси всіх сторін.

## Основні принципи пошуку ZOPA
1. Аналіз можливих альтернатив (на реалістичність, наявність ризиків тощо)[1];
2. Визначення мінімальних умов згоди;
3. Аналіз та дослідження можливих альтернатив для іншої сторони[4].

## Особливості
BATNA та WATNA в ідеальному варіанті — це чіткі, перевірені та беззаперечні варіанти, які можна реалізувати в цей момент. Однак, на практиці, зазвичай, це — оцінки з певною вірогідністю, які потрібно вміти реалістично зважувати.
В медіації розуміння BATNA кожної сторони є критично важливим. Медіатор може допомогти сторонам оцінити їхню BATNA, що дозволяє їм приймати більш обґрунтовані рішення під час переговорів. Якщо BATNA є сильною, сторона може бути менш схильною до компромісу. Якщо BATNA слабка, сторона може бути більш відкритою до гнучкості. Медіатор також може використовувати BATNA, щоб показати сторонам, що досягнення угоди є кращим варіантом, ніж її відсутність.
Хоча WATNA менш поширена, ніж концепція BATNA,  проте вона також може бути корисною. Вона допомагає сторонам усвідомити потенційні ризики та наслідки відсутності угоди. Усвідомлення WATNA може мотивувати сторони бути більш конструктивними та шукати компроміси, щоб уникнути найгіршого сценарію.
ZOPA — це зона, у якій учасники мають поле для домовленостей з урахуванням їх альтернатив, мінімальних умов згоди. Важливо, що вона може існувати, не існувати та змінюватися в ході перемовин.
Медіатор працює над виявленням та розширенням ZOPA. Це досягається шляхом сприяння відкритої комунікації, дослідження інтересів, генерування креативних варіантів та допомоги сторонам у переоцінці їхніх початкових позицій. Якщо ZOPA не існує, або сторони не можуть її знайти, угода неможлива.

## Види ZOPA
Науковці виділяють два види ZOPA:
1. Позитивна — це існуюча зона можливої згоди, на основі аналізу BATNA та WATNA сторін[3];
2. Негативна — це нульова зона для можливої згоди, на основі аналізу BATNA та WATNA сторін. Тобто, відсутність зони для домовленостей[3].

## Приклади

### Позитивна ZOPA

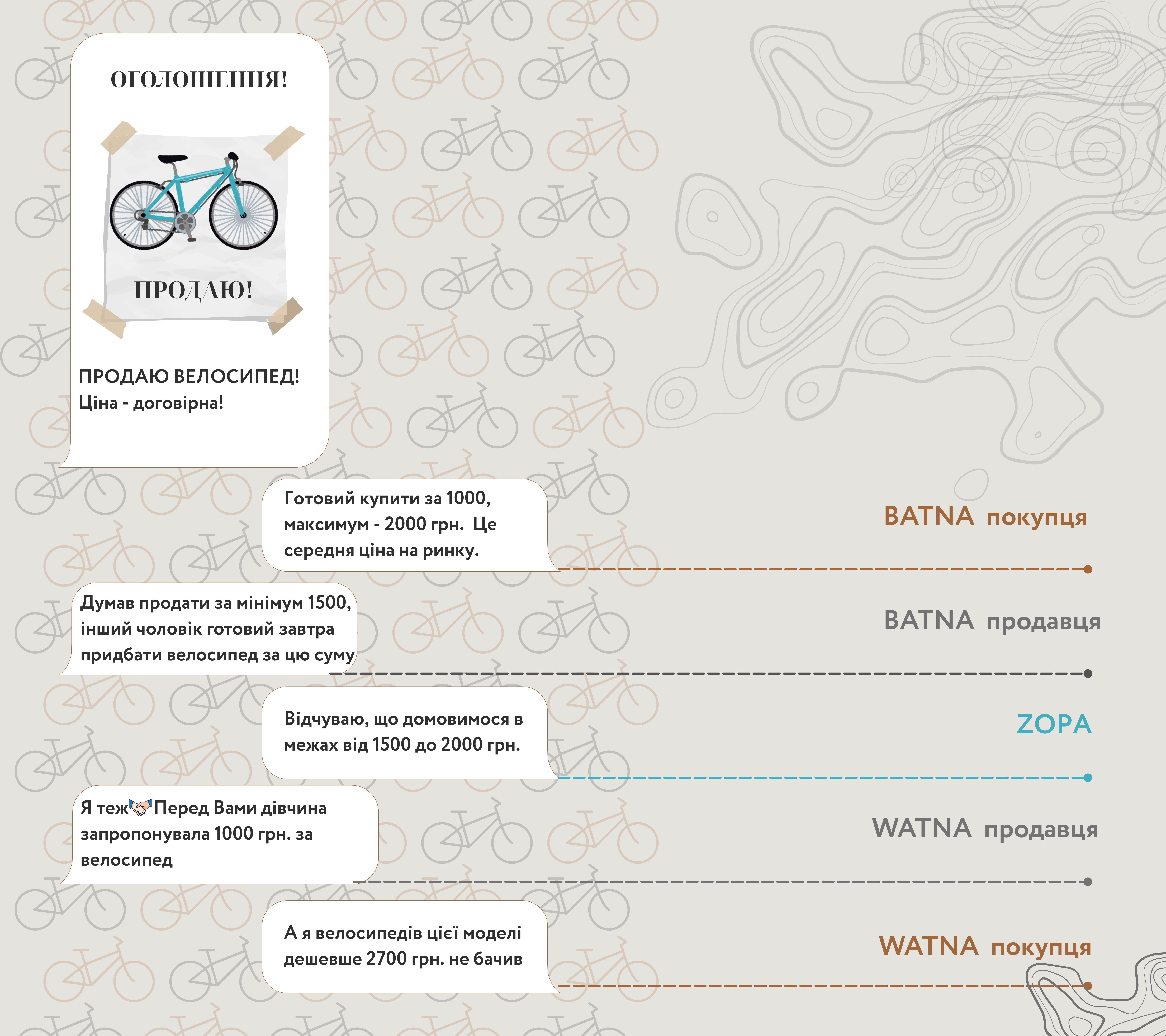
Позитивна ZOPA — приклад. Автор: Мар'яна Мединська.

На цьому зображенні у переговорах покупець має BATNA — можливість придбати велосипед у іншого продавця за ціною 1000—2000 грн, що є середньою на ринку. Його WATNA — ціна 2700 грн, яку він не готовий платити, через що ризикує залишитись без велосипеда, якщо угода не відбудеться.
Для продавця BATNA — це покупець, готовий заплатити 1500 грн, а WATNA — ціна 1000 грн, яку він не бажає приймати, оскільки це знижує його очікуваний дохід.
У цій ситуації ZOPA можлива, адже ціновий діапазон у межах 1500—2000 грн відповідає інтересам обох сторін, оскільки вони можуть знайти спільний знаменник, що задовольнить їхні альтернативи та уникне найгіршого сценарію.

### Негативна ZOPA

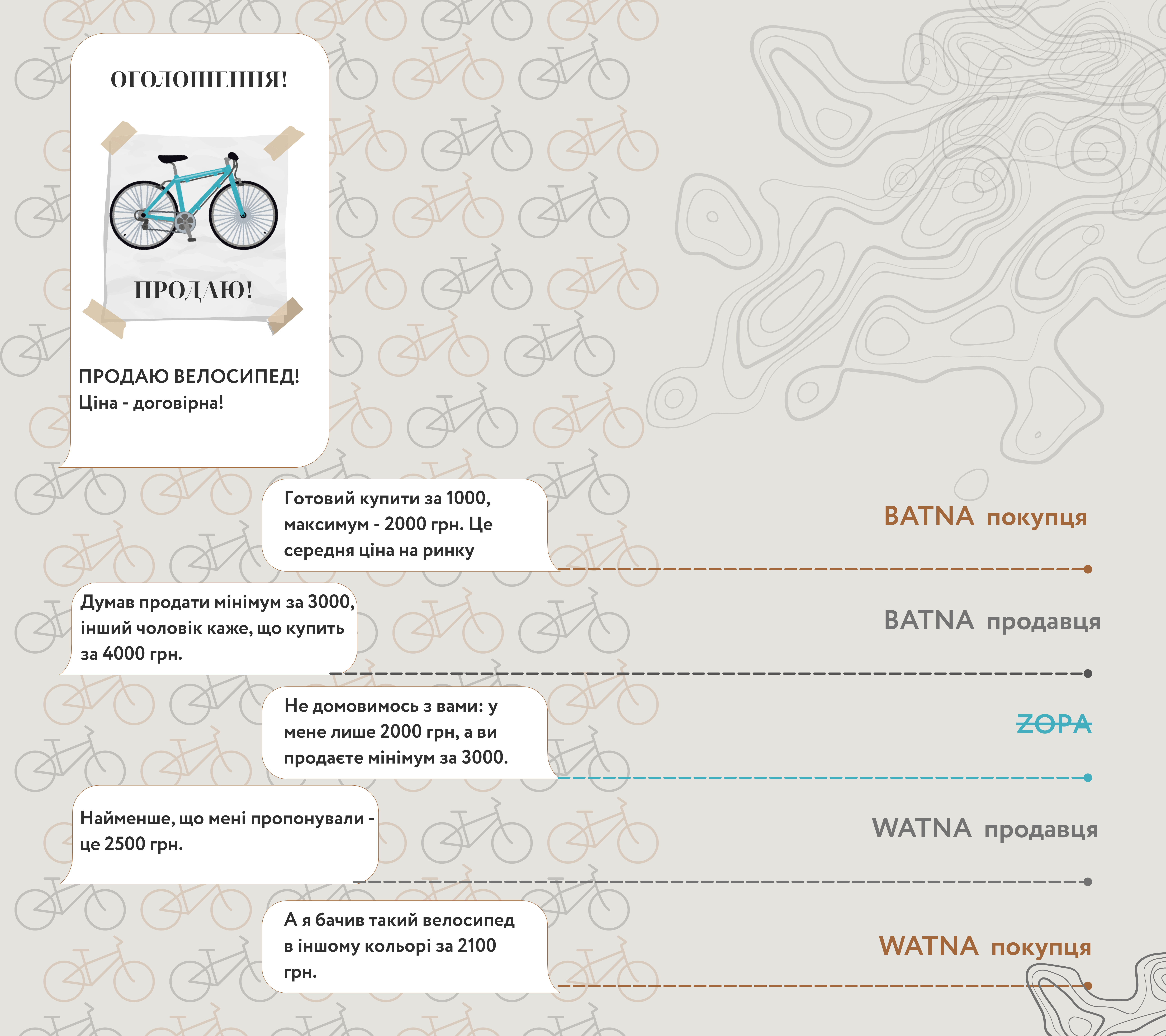
Негативна ZOPA — приклад. Автор: Мар'яна Мединська.

На зображенні проілюстровано класичну відсутність ZOPA, що характерно для ситуацій, у яких очікування сторін значно відрізняються. У цій ситуації BATNA і WATNA кожної сторони є більш вигідними за потенційну домовленість, що унеможливлює досягнення згоди.
У перемовинах покупець має BATNA — покупка велосипеда за 2000 грн, що є стандартною ціною на ринку. Його WATNA — придбання велосипеда за 2100 грн в іншому кольорі, що є менш бажаним варіантом, але все ж прийнятним. Продавець, зі свого боку, має BATNA — продаж велосипеда за 4000 грн, що суттєво перевищує його початкову позицію, а WATNA — продаж іншому покупцеві за 2500 грн, що він також вважає невигідним через втрату очікуваного доходу, однак кращим за пропозицію даного покупця.
Така ситуація виникає через значну різницю в очікуваннях сторін: ціновий діапазон покупця та продавця не перетинається, що робить будь-які спроби домовленості марними за наявних обставин.